# Permanent University Fund
Der Permanent University Fund (PUF) ist ein Staatsfonds des Bundesstaates Texas, der zur Unterstützung berechtigter Einrichtungen der University of Texas und des Texas A&M University Systems beiträgt. Er wird von UTIMCO verwaltet und hatte Ende 2024 ein Vermögen von 36,5 Milliarden USD.

## Geschichte
Der PUF wurde 1876 in der texanischen Verfassung durch die Zuweisung von Landzuteilungen gegründet, die zuvor der University of Texas zugesprochen worden waren, sowie durch die Bereitstellung von weiteren 400.000 Hektar Land. 1883 erfolgten weitere Landzuteilungen durch die Einbringung von weiteren 400.000 Hektar. Heute umfasst der PUF über 850.000 Hektar Land, das sich hauptsächlich in 19 Countys in Westtexas befindet.
Das primäre Anlageziel des PUF ist die Maximierung der Anlagerenditen innerhalb der in der Anlagerichtlinie des PUF festgelegten Risikoparameter, unabhängig von der Ausschüttungsquote.
Der PUF investiert in einen breiten Anlagemix und wird aktiv anhand seines Anlageportfolios oder seiner Benchmark verwaltet. UTIMCO verteilt die Vermögenswerte des PUF gemäß den in der Anlagerichtlinie des PUF genehmigten Richtlinien auf intern und extern verwaltete Portfolios.
Ausschüttungen aus dem PUF fließen zusammen mit dem Nettoeinkommen aus der Fläche der PUF-Grundstücke in den Available University Fund (AUF). Zwei Drittel der dem AUF zustehenden Beträge sind verfassungsmäßig dem University of Texas System und ein Drittel dem Texas A&M University System zugewiesen.